# Viktoriya Yermolyeva
Vika Yermolyeva, de son vrai nom Viktoriya Yermolyeva, née le 2 novembre 1978 à Kiev, est une pianiste virtuose ukrainienne, ayant la particularité de reprendre des morceaux dits de « rock » ou de « metal ».

## Biographie
Elle étudie d'abord à l'académie Tchaikovsky en Ukraine, en 2000, puis à l'Académie Franz Liszt de Weimar, à l'académie Incontri col Maestro de Imola avec le pianiste Lazar Berman, et au conservatoire de musique de Rotterdam. Elle obtient de nombreuses récompenses : 1er prix du concours de piano « Filippo Trevisan » en Italie, lauréate du Grachtenfestival 2005 d'Amsterdam, 1er prix de la 35e édition du concours international « Vincenzo Bellini » en Italie, 1er prix de la 20e édition du concours international « Città di Marsala », 1er prix du concours « Città di Trani », 1er prix de la 4e édition du concours international Sigismund Thalberg, et lauréate du Grand Prix de la 9e édition du concours Pierre Lantier en France, en duo avec le flutiste V. Dmitriev.